# 1936 en Norvège
Chronologie de la Norvège
- 1932
- 1933
- 1934
- 1935
- 1936
- 1937
- 1938
- 1939
- 1940

Cet article présente les faits marquants de l'année 1936 en Norvège ou relatifs à la Norvège.

## Gouvernance
- Haakon VII est roi de Norvège.
- Johan Nygaardsvold dirige le gouvernement.

## Événements
- Les élections législatives norvégiennes de 1936 se sont déroulées le 19 octobre 1936. Le Parti travailliste reste de loin le mieux représenté au Storting, et le gouvernement Nygaardsvold est reconduit dans ses fonctions.
- La médaille Fields est attribuée à Oslo lors du congrès des mathématiciens à Lars Valerian Ahlfors, Jesse Douglas[1].

## Sport
- La Norvège participe aux Jeux olympiques d'hiver de 1936, qui ont lieu à Garmisch-Partenkirchen en Allemagne. Représenté par 31 athlètes, ce pays prend part aux Jeux d'hiver pour la quatrième fois de son histoire après sa présence à toutes les éditions précédentes. La délégation norvégienne termine au 1er rang du tableau des médailles avec 15 médailles : 7 d'or, 5 d'argent et 3 de bronze.
- La Norvège participe aux Jeux olympiques d'été de 1936 à Berlin. 70 athlètes norvégiens, 68 hommes et 2 femmes, ont participé à 43 compétitions dans 12 sports. Ils y ont obtenu six médailles : une d'or, trois d'argent et deux de bronze.

## Naissances
- Naissance en Norvège en 1936

## Décès
- Décès en Norvège en 1936